# تونگچنگ
تونگچنگ (به لاتین: Tongcheng, Anhui) یک county-level city در جمهوری خلق چین است که در انگینگ واقع شده‌است.